# Manuel Poppinger
Manuel Poppinger, né le 22 mai 1989 à Innsbruck, est un sauteur à ski autrichien. 

## Carrière
Il commence sa carrière en 2004, mais apparait au plus haut niveau à partir de 2011 avec sa première participation à une épreuve de Coupe du monde à Bischofshofen. En décembre 2013, il gagne son premier concours de Coupe continentale à Engelberg. Le mois suivant, il connait ses meilleurs résultats de l'hiver avec une douzième puis une huitième place au grand tremplin de Kulm avant de prendre avec ses coéquipiers la troisième place de l'épreuve collective disputée à Zakopane.
En 2015, il fait partie de l'équipe autrichienne vice-championne du monde sur le grand tremplin.
Il prend sa retraite sportive en 2019.

## Palmarès

### Championnats du monde
| Épreuve / Édition | Épreuve / Édition | Falun 2015 |
| Petit tremplin    | Petit tremplin    | -          |
| Grand tremplin    | Grand tremplin    | 32e        |
| Par équipes       | PT                | -          |
| Par équipes       | GT                | Argent     |

Légende : PT = petit tremplin, GT = grand tremplin.

### Championnats du monde de vol à ski
| Épreuve / Édition | Kulm 2016 | Oberstdorf 2018 |
| Individuel        | 17e       | 23e             |
| Par équipes       | Bronze    | 5e              |

### Coupe du monde
- Meilleur classement général : 27e en 2016.
- 4 podiums par équipes : 1 deuxième place et 3 troisièmes places.
- Meilleur résultat individuel : 7e.

#### Différents classements en Coupe du monde
| Année     | Classement général final |
| 2013-2014 | 44e                      |
| 2014-2015 | 37e                      |
| 2015-2016 | 27e                      |
| 2017-2018 | 37e                      |

### Coupe continentale
- 2 victoires.